# Mount Roe
Mount Roe ist ein abgeflachter und größtenteils vereister Berg in der antarktischen Ross Dependency. Am südöstlichen Ende der Prince Olav Mountains ragt er 1,5 km nordöstlich des Mount Wells oberhalb der Westflanke des Liv-Gletschers auf.
Das Advisory Committee on Antarctic Names benannte ihn 1966 nach Leutnant Donald W. Roe Jr. von der Flugstaffel VX-6 der United States Navy, der 1961 auf der McMurdo-Station überwinter hatte und von 1962 bis 1963 als Sicherheitsoffizier der Flugstaffel fungiert hatte.